# Belkheir
Belkheir è un comune dell'Algeria, situato nella provincia di Guelma.